# La Neuvaine (film, 1914)
Pour les articles homonymes, voir Neuvaine (homonymie).
La Neuvaine est un film muet français réalisé par Louis Feuillade et sorti en 1914.

## Fiche technique
- Réalisation : Louis Feuillade
- Société de production : Société des Établissements L. Gaumont
- Format : Muet - Noir et blanc  - 1,33:1 - 35 mm - Son mono
- Date de sortie :
  - France : décembre 1914

## Distribution
- Renée Carl
- Fernand Herrmann
- Louise Lagrange
- Laurent Morléas